# Pyrostria fasciculata
Pyrostria fasciculata là một loài thực vật có hoa trong họ Thiến thảo. Loài này được Bojer ex Baker miêu tả khoa học đầu tiên năm 1877.